# Planonemertes labiata
Planonemertes labiata är en djurart som tillhör fylumet slemmaskar, och som beskrevs av Ernest F. Coe 1936. Planonemertes labiata ingår i släktet Planonemertes och familjen Dinonemertidae. Inga underarter finns listade i Catalogue of Life.